# 성남 요금소
성남 요금소(城南 料金所, Seongnam TG)는 경기도 성남시 수정구 산성대로 41 (수진동)에 위치한 수도권제1순환고속도로 본선 상의 요금소이다. 성남 나들목에서 북쪽으로 약 900m 떨어진 곳에 있다. 1991년 11월 29일 판교 분기점에서 하남 분기점까지 구간이 개통하면서 영업을 개시했다. 2010년 8월 23일 경기도에서 경기순환버스 노선을 신설하면서 이 버스가 정차하는 버스 정류장이 설치되었으나 2015년 12월 29일 가천대역 인근 서울외곽순환고속도로 본선 상에 버스 정류장이 개설됨에 따라 2016년 11월 5일 폐지되었다. 요금소 내에 성남 졸음쉼터가 설치되어 있으며, 구리방향에만 졸음쉼터가 존재한다.

## 연혁
- 1991년 10월 31일 : 서울외곽순환고속도로 판교 분기점에서 하남 분기점까지 구간 개통과 동시에 영업 개시[1]
- 2002년 3월 19일 : 2002년 12월까지 요금소 차로 확장 공사를 위해 경기도 성남시 분당구 삼평동 ~ 남양주시 별내면 화점리 34.3km 구간 도로구역 변경[2]
- 2010년 8월 23일 : 경기순환버스 노선 신설로 요금소 도로변에 환승 정류소 설치
- 2016년 11월 5일 : 환승 정류소 폐지

## 교통량 정보
| 요금소        | 통행량 (대/일) | 통행량 (대/일) | 통행량 (대/일) | 통행량 (대/일) | 통행량 (대/일) | 통행량 (대/일) | 통행량 (대/일) | 통행량 (대/일) | 통행량 (대/일) | 통행량 (대/일) | 각주  |
| 요금소        | 2001년         | 2002년         | 2003년         | 2004년         | 2005년         | 2006년         | 2007년         | 2008년         | 2009년         | 2010년         | 각주  |
| ------------- | -------------- | -------------- | -------------- | -------------- | -------------- | -------------- | -------------- | -------------- | -------------- | -------------- | ----- |
| 성남 (개방식) | 73,928         | 87,486         | 106,245        | 113,458        | 118,931        | 127,457        | 136,471        | 131,712        | 136,133        | 141,197        | [ 3 ] |
| 요금소        | 2011년         | 2012년         | 2013년         | 2014년         | 2015년         | 2016년         | 2017년         | 2018년         | 2019년         |                | [ 3 ] |
| 성남 (개방식) | 143,368        | 143,627        | 146,848        | 151,820        | 159,504        | 162,642        | 161,196        | 171,493        | 185,648        |                | [ 3 ] |